# 328 a. C.
El año 328 a. C. fue un año del calendario romano prejuliano. En el Imperio romano se conocía como el Año del Consulado de Próculo y Escápula o Deciano y Barbato (o menos frecuentemente, año 426 Ab urbe condita). 

## Acontecimientos

### Imperio macedonio
- En Maracanda, Alejandro Magno asesina a Clito, uno de sus comandantes en los que más confiaba, amigo y hermanastro, en una pelea de borrachos; pero su excesiva muestra de remordimiento lleva al ejército a aprobar un decreto condenando a Clito póstumamente de traición.
- Espitamenes alza a toda la Sogdiana en una revuelta detrás de él, atrayendo a los masagetas, un pueblo de la confederación escita. Asedia a la guarnición macedonia en Maracanda. Alejandro Magno envía a un ejército bajo el mando de Farnuques de Licia que es rápidamente aniquilado con la pérdida de más de 2000 infantes y 300 de caballería.
- Entendiendo entonces el peligro que representa su enemigo, Alejandro se traslada personalmente a aliviar Maracanda, solo para aprender que Espitamenes ha abandonado Sogdiana. Espitamenes entonces ataca Bactra, desde donde es rechazado con gran dificultad por el sátrapa de Bactria, Artabazo de Frigia.
- Alejandro ataca a Oxiartes y el resto de los barones bactrianos que están reteniendo las colinas de Paraetacene (moderna Tayikistán). Los macedonios toman el peñasco en el que Oxiartes tenía su plaza fuerte (la Roca Sogdiana), y entre los cautivos está su hija, Roxana. En la reconciliación que sigue a la batalla, Alejandro se casa con Roxana. El resto de los oponentes de Oxiartes son aplastados o vencidos.
- Diciembre: Espitamenes es gravemente derrotado por el general de Alejandro, Coeno. En este punto los aliados de Espitamenes, sintiendo que la situación es desesperada, matan a su líder y envían su cabeza como un regalo a Alejandro.

## Fallecimientos
- Espitamenes, último líder persa que luchó contra Alejandro Magno (n. 370 a. C.)
- Mazaeo, noble persa que jugó un rol importante durante la conquista del imperio aqueménida por parte de Alejandro Magno

- Datos: Q80215